# Unguizetes sphaerula
Unguizetes sphaerula är en kvalsterart som först beskrevs av Berlese 1905.  Unguizetes sphaerula ingår i släktet Unguizetes och familjen Mochlozetidae. Inga underarter finns listade i Catalogue of Life.